# Rektorat Niepokalanego Serca Najświętszej Maryi Panny w Gorzkowie
Rektorat Niepokalanego Serca Najświętszej Maryi Panny w Gorzkowie – rektorat rzymskokatolicki w diecezji tarnowskiej, w dekanacie Bochnia-Wschód.
Od 2021 rektorem jest ks. mgr Krzysztof Rybski.

## Historia
Życie religijne w Gorzkowie skupiało się wokół powstałej w latach 1948-1950 dużej murowanej kaplicy. Obecnie pełni ona funkcję kościoła rektoralnego pod zarządem księdza rektora. W latach 1960–1975 przy kaplicy pracowały siostry Służebniczki Dębickie, natomiast w latach 1976-2013 siostry Franciszkanki Misjonarki Maryi, które miały tu dom nowicjatu. Kaplica była ich własnością, a msze święte sprawował ich kapelan ze Zgromadzenia Księży Sercanów. Rektorat w Gorzkowie został erygowany 1 października 2013 poprzez wyłączenie terenu wsi Gorzków koło Bochni z obszaru parafii Brzeźnica.

## Rektorzy
- ks. Wiesław Rachwał - 2013-2021
- ks. Krzysztof Rybski - 2021-nadal[3]